# Botanophila graeca
Botanophila graeca är en tvåvingeart som beskrevs av Willi Hennig 1970. Botanophila graeca ingår i släktet Botanophila och familjen blomsterflugor.
Artens utbredningsområde är Grekland. Inga underarter finns listade i Catalogue of Life.